# Cohors II Asturum et Callaecorum

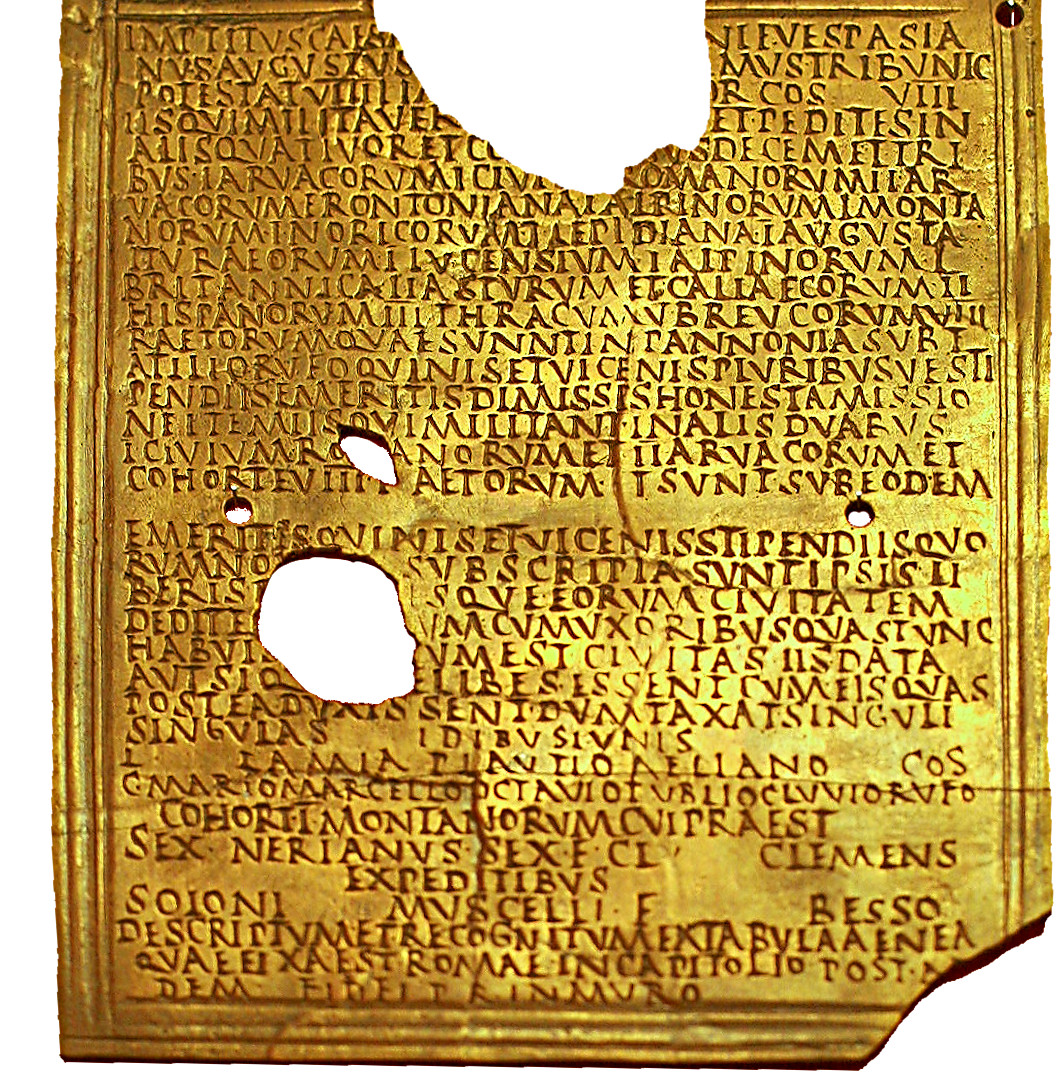
Das Militärdiplom vom 13. Juni 80 n. Chr.

Die Cohors II Asturum et Callaecorum [equitata] (deutsch 2. Kohorte der Asturer und Callaecer [teilberitten]) war eine römische Auxiliareinheit. Sie ist durch Militärdiplome und Ziegelstempel belegt.

## Namensbestandteile
- Asturum et Callaecorum: [der] Asturer und Callaecer. Die Soldaten der Kohorte wurden bei Aufstellung der Einheit aus den Völkern der Asturer und Callaecer auf dem Gebiet des heutigen Asturien und Galicien rekrutiert.

- equitata: teilberitten. Die Einheit war ein gemischter Verband aus Infanterie und Kavallerie. Der Zusatz kommt zwar in keinem der Militärdiplome explizit vor, aber 2 Militärdiplome wurden für Reiter der Kohorte ausgestellt.[1]

Da es keine Hinweise auf den Namenszusatz milliaria (1000 Mann) gibt, war die Einheit eine Cohors equitata. Die Sollstärke der Kohorte lag bei 600 Mann (480 Mann Infanterie und 120 Reiter), bestehend aus 6 Centurien Infanterie mit jeweils 80 Mann sowie 4 Turmae Kavallerie mit jeweils 30 Reitern.

## Geschichte
Der erste Nachweis der Einheit in der Provinz Pannonia beruht auf einem Militärdiplom, das auf das Jahr 80 n. Chr. datiert ist. In dem Diplom wird die Kohorte als Teil der Truppen (siehe Römische Streitkräfte in Pannonia) aufgeführt, die in Pannonia stationiert waren. Weitere Militärdiplome, die auf 85, 110, 135, 143, 141/144, 145, 148, 151/160, 157, 159 und 167 datiert sind, belegen die Einheit in Pannonia (bzw. ab 110 in der Provinz Pannonia inferior).

## Standorte
Standorte der Kohorte in Pannonia bzw. Pannonia inferior waren möglicherweise:
- Ad Militare (Batina): Ziegelfunde mit dem Stempel COH II AST deuten auf die Anwesenheit (von Teilen) der Kohorte in Ad Militare oder der näheren Umgebung hin (CIL 3, 10674). John Spaul verweist auf Barnabás Lőrincz bzgl. der Reihenfolge der Lager, in denen die Einheit stationiert war.[1]
- Ad Statuas: Siehe im Artikel den Abschnitt Truppe und die dort angegebene Literatur.
- Lugio (Dunaszekcső): Möglicherweise war die Einheit in Lugio zusammen mit der Cohors VII Breucorum stationiert.[5]
- Surduk: Ziegelfunde deuten auf die Anwesenheit (von Teilen) der Kohorte in Surduk oder der näheren Umgebung hin.[1]

## Angehörige der Kohorte
Folgende Angehörige der Kohorte sind bekannt.

### Kommandeure
Ein Kommandeur der Einheit, [.] Granianus ist durch das Militärdiplom von 145 bekannt. Er stand im Range eines Präfekten.

### Sonstige
- [.] Dasentis, ein Reiter (AE 1996, 1257)
- [.]entis, ein Reiter (CIL 13, 7037)

## Unsicherheiten

### Militärdiplom vom 7. August 143
Das Militärdiplom vom 7. August 143, auf dem die Einheit II Ast(urum) angeführt ist, wird unterschiedlichen Kohorten zugewiesen: John Spaul ordnet es der Cohors II Asturum et Callaecorum zu, Jörg Scheuerbrandt der Cohors II Asturum.

### Militärdiplome vom 9. Oktober 148
Die Militärdiplome vom 9. Oktober 148, auf denen die Einheit II Nerv(iorum) et Callaec(orum) angeführt ist, wird unterschiedlichen Kohorten zugewiesen: John Spaul und Margaret M. Roxan ordnen die Diplome der Cohors II Asturum et Callaecorum zu, da sie von einem Fehler bei der Erstellung der Diplome ausgehen, während Jörg Scheuerbrandt sie der Cohors II Nerviorum et Callaecorum zuordnet.